# The Rise and Fall of ECW
The Rise and Fall of ECW ist ein Dokumentarfilm, der von der im Jahr 2001 aufgelösten Wrestling-Liga Extreme Championship Wrestling handelt. Der Film wurde 2004 vom Marktführer World Wrestling Entertainment, der seit der Auflösung alle Rechte an den Inhalten der Promotion hält, unter dessen Marke WWE Home Video gedreht und produziert. Als Drehbuchautor, Produzent sowie Mitwirkender agierte Paul Heyman, von 1996 bis 2001 CEO von ECW. Mithilfe von Interviews, Berichten und Videomaterial beleuchtet der Film den Aufstieg der Promotion zur dritten Kraft in Nordamerika neben WWE sowie World Championship Wrestling, geht aber auch auf die Gründe für ihr Ende ein. Das Werk erschien auf einer Doppel-DVD und ist darüber hinaus im Video-on-Demand-Angebot des WWE Network enthalten, wobei diese Version kürzer ist.
Neben Heyman selbst kommen auch viele Ehemalige wie Tazz, Chris Benoit, Eddie Guerrero, Chris Jericho, Lance Storm sowie die ehemaligen Konkurrenten Eric Bischoff und Vince McMahon zu Wort.

## Inhalt

### Teil 1
- Early ECW – die Anfangstage
- Public Enemy – Paul Heyman und Tazz sprechen über das Tag-Team Public Enemy (Johnny Grunge und Rocco Rock)
- Tazz – Tazz (seit dem Ende von ECW mit zwei z geschrieben) spricht über seine Anfänge bei ECW
- Sabu – Heyman erklärt, wie er anfangs Shows um den beliebten Highflyer herum organisierte
- The Night The Line Was Crossed – ein Blick auf den ersten Three Way Dance zwischen Sabu, Shane Douglas und Terry Funk
- Paul Heyman vs. WCW – Heyman erzählt von seiner Zeit bei WCW, seine Entlassung und wie er seinem Roster eine Anti-Haltung gegenüber den Konkurrenten einimpfte; Tommy Dreamer beschreibt, dass WCW in Heymans Augen mit den Taliban gleichzusetzen war, während dessen Boss Eric Bischoff den Satan verkörperte
- Tommy Dreamer – das Debüt des dienstältesten ECW-Akteurs
- The Sandman – Heyman beschreibt Fullingtons Einmärsche, seine Ringattitüde und seine Popularität, die sein Wrestling beinahe zweitrangig machten
- Sandman and Tommy Dreamer Feud – die seinerzeit revolutionäre Fehde zwischen The Sandman und Dreamer; sie wurde eine Zeitlang sogar im Backstagebereich wie auch außerhalb des Rings aufrechterhalten
- ECW Evolution – Dreamer spricht über die damals bei ECW verwendeten, ernsteren Gimmicks und den allgemeinen Stil der im Aufwind befindlichen Liga; anders als die Konkurrenten wollte sie sich ausschließlich an Erwachsene richten
- Cactus Jack – Mick Foley erklärt, wie er im Rahmen eines vermeintlichen „Talenttauschs“ aus der WCW kam
- Mikey Whipwreck – Heyman erklärt, wie aus einem ursprünglich als Crewmitglied engagierten Jungen ein von den Fans respektierter Wrestler wurde
- The Extreme Begins – Heyman spricht von der Überwindung des „Oldschool-Gedankens“ und vom Schlüsselmoment, als Shane Douglas am 27. August 1994 den damaligen NWA-World-Heavyweight-Championship-Gürtel auf den Boden warf, den Schwergewichtstitel von Eastern Championship Wrestling zur Extreme Championship Wrestling World Heavyweight Championship erklärte und für eine Lossagung der ECW von der National Wrestling Alliance sorgte
- Philadelphia – Heyman spricht von der Stadt in Pennsylvania als idealem Ort für die ECW
- The Technical Wrestlers – Am Beispiel von früheren Angestellten wie Chris Benoit, Eddie Guerrero, Dean Malenko, 2 Cold Scorpio und Ron Simmons wird deutlich gemacht, dass ECW auch immer guten Technikern eine Plattform bot
- Production Value – Ron Buffone, langjähriger Produzent der ECW-Shows, erklärt, wie ECW mithilfe von abwechslungsreichem Wrestling oder Interviews mit den anderen beiden Promotions zu konkurrieren versuchte, die weitaus mehr Geld zur Verfügung hatten und sich effektreiche Shows und aufwändige Matches leisten konnten
- The Fans – Heyman geht auf die Verbindung zu den Fans ein, die immer aktiv in das Geschehen eingebunden wurden
- Raven/Tommy Dreamer – Heyman gibt an, niemand bei ECW hätte seinen Charakter so verinnerlicht wie Scott Levy alias Raven
- Sabu Gets Fired – Tazz erzählt von seinen Schwierigkeiten außerhalb des Rings mit seinem ehemaligen Tagteam-Partner Sabu; eine eingespielte Szene zeigt Heyman im Ring, der Sabu öffentlich feuert, nachdem dieser zu einem angesetzten Match nicht erschienen war, um stattdessen für die japanische NJPW zu wrestlen
- Tazz Breaks His Neck – Tazz berichtet, wie er sich in 1995 in einem Tagteam-Match einen Genickbruch zuzog und bis zu seiner Rückkehr weiterhin von Heyman mit einem Mindestlohn bezahlt wurde
- Monday Night War – neben Bischoff und Heyman kommt auch Vince McMahon zu Wort; im Rahmen des Wettstreits um Einschaltquoten am Montag Abend sollen sich beide Wettbewerber an Ideen von ECW bedient und darüber hinaus auch talentierte Wrestler abgeworben haben
- Lucha Libre! – mithilfe von Konnan konnte Heyman kurzzeitig Rey Mysterio jr. und Psicosis verpflichten und so erstmals Vertreter dieser mexikanischen Unterart des Wrestlings in Nordamerika etablieren
- Austin Comes to ECW – nach seiner Entlassung bei WCW nahm Heyman Austin auf, der sich im Schatten des Sandmans zum biertrinkenden Redneck Stone Cold Steve Austin entwickelte und später zu einem der populärsten Akteure in der WWE werden sollte
- Promos – sowohl Buffone als auch Heyman bezeichnen Austins und Cactus Jacks frühere Promos als die besten in der Geschichte des professionellen Wrestling
- Cactus Jack Leaves ECW – Foleys Verabschiedung im Ring in Richtung WWE
- Tazz Returns – Tazz’ Rückkehr aus der Verletzung, seine Wandlung zum Heel und seine Entwicklung zur „Human Suplex Machine“
- Sandman/Raven – die legendäre Fehde zwischen den beiden Wrestlern, die auch Fullingtons Ehefrau Lori sowie den gemeinsamen Sohn Tyler mit einband
- The bWo – die Blue World Order als eine von vielen Parodien seitens ECW
- Beulah and Dreamer – die Scheinschwangerschaft von Dreamers Managerin und späteren Ehefrau sowie deren homosexuelle Storyline mit Kimona Wanalaya
- ECW and WWE – der Moment, als ECW-Fans bei WWEs Großveranstaltung King of the Ring 1995 E-C-Dub skandierten
- The Crucifixion – der berüchtigte Vorfall, als Raven den Sandman im Oktober 1996 kreuzigte und ihm eine Dornenkrone aufsetzte; Kurt Angle will aufgrund dieses Vorfalls Abstand davon genommen haben, sich ECW anzuschließen
- The Importance of Pay-Per-View – laut Tazz musste ECW Großveranstaltungen, sogenannte Pay-per-Views, im amerikanischen Bezahlfernsehen ausstrahlen können, um den Anschluss an die Wettbewerber nicht zu verlieren; Fans hätten große Sendeanstalten, die zu anfangs dachten, ECW wäre „echt“, mit Briefen und E-Mails bombardiert
- ECW Loses Their Pay-Per-View – als Konsequenz aus dem „Mass Transit Incident“, an welchem der ECW-Wrestler New Jack im November 1996 beteiligt gewesen war, verzögerte sich die Erstausstrahlung eines ECW-PPVs
- The PPV is Back On! – Heyman und die Fans erstritten sich erfolgreich bei den Sendern eine zweite Chance
- WWE Co-Promotion – die Involvierung des WWE-Kommentators Jerry Lawler in eine echte Storyline mit ECW sorgt dafür, dass ECW bei WWE-Fans in einem anderen Licht dasteht, als ursprünglich von Lawler und McMahon geplant
- Barely Legal: RVD vs. Lance Storm – der seinerzeit noch als Lückenfüller anstatt als Mr. PayPerView agierende Rob Van Dam und das kanadische Talent Lance Storm
- Barely Legal: Tazz vs. Sabu – Tazz über seine fast ein Jahr andauernde Fehde mit Sabu und die daraus resultierende positive Entwicklung beider Wrestler
- The Main Event at Barely Legal – Stevie Richards, Heyman und Funk berichten emotional vom ersten geglückten PPV der Promotion
- Raven Goes to WCW and Jerry Lawler Invades ECW – Ravens Rückkehr zu WCW und Lawler, der sich die Fans von ECW zum Feind machte
- A Locker Room Mole? – Tod Gordons Rolle als mutmaßlicher Maulwurf, der gemeinsam mit Bill Alfonso und Terry Taylor neues Personal für WCW akquiriert haben soll
- The Superstars’ Roles – neben ihren Aktivitäten im Ring waren einige Wrestler auch auf andere Art für ECW aktiv; Bubba Ray Dudley buchte Hallen für PPVs, während sein Partner D-Von oder Tommy Dreamer von Taz entworfene Fanartikel verschickten
- Paul Heyman’s Creativity – ehemalige Angestellte loben Heymans Kreativität und seine Zugänglichkeit bezüglich der Gestaltung der Shows
- WCW and WWE Imitation – ehemalige ECW-Wrestler bekunden, im Jahr 1998 wäre die Promotion die Nummer 2 hinter WWE gewesen; Eric Bischoff widerspricht dem, während McMahon die Liga rückblickend ebenfalls nicht als Konkurrenz angesehen hätte, obwohl er sich „einige ihrer Ideen geborgt“ hätte
- Tazz and The FTW Title – Tazz spricht über seine Fehde mit Bam Bam Bigelow und den eigens für ihn eingeführten Titel
- The Dudleys: „The Most Hated Tag Teamf“ – die Dudley Boyz und Heyman sprechen über die Zeit, als das berüchtigte Tagteam teilweise so weit ging, Zuschauer persönlich aufs Übelste zu beleidigen, beispielsweise, indem sie als „Schwuchteln“ bezeichnet wurden; bei HeatWave 1999 sollen Zuschauer auf dem Parkplatz der Arena auf die beiden gewartet und ihnen reale Gewalt angedroht haben
- Financial Woes – Wrestler wie Tommy Dreamer erzählen von der Zeit, als der Promotion langsam das Geld ausging und Gehälter teilweise über Monate hinweg nicht bezahlt werden konnten
- The TNN deal and Tazz Leaves – ECWs Debüt auf dem Kabelsender TNN sowie Tazz' Wechsel zu WWE im Jahr 2000, der rückblickend von einigen Akteuren als schade, von anderen als „notwendiger Entwicklungsschritt“ bezeichnet wird
- The Dudleys Leave ECW – bereits ein Jahr zuvor hatte das Team, das sich später zu einer der erfolgreichsten Gruppierungen entwickeln sollte, ebenfalls bei WWE unterschrieben, da Heyman D-Von und Bubba Ray keine triftigen Gründe für ihren Verbleib hatte liefern können
- Disappointment with TNN/RVD-„The Whole F'N Show“ – obwohl ECW on TNN die quotenstärkste Show des Senders war, hatte dieser nie öffentlich oder innerhalb des Restprogramms Werbung für die Sendung gemacht; ECW ging als Reaktion darauf so weit, innerhalb jeder der 60-minütigen Episoden sämtliche Schimpfwörter oder obszöne Gesten eigenhändig zu zensieren; von vielen wird die Zeit bei TNN als ein bestimmender Faktor im Niedergang von ECW gewertet
- Mike Awesome Controversy and Tommy Dreamer Wins The Title – die Kritik an Awesome als auch an Tazz, die beide als jeweils amtierende ECW World Heavyweight Champions zu WWE wechselten
- The Demise of ECW – laut Bischoff und McMahon wäre genau das, was ECW so einzigartig gemacht hatte, zu ihrem Verhängnis geworden, da die Promotion in ihrer „Eindimensionalität“ stets nur eine bestimmte Zielgruppe erreichen konnte; während für viele Ehemalige nach dem Ende der Liga eine Welt zusammenbrach, sind sich doch viele, beispielsweise Bubba Ray Dudley, darüber einig, dass zum einen der immer extremere Gewaltgrad wie auch Heymans zunehmendes Missmanagement für das Ende verantwortlich gewesen waren; Heyman selbst macht die Behandlung durch TNN und den Mangel an lukrativen Alternativpartnern als Gründe aus
- Paul Heyman Debuts on Raw – der Kreis schloss sich, als Heyman selbst bei WWE unterschrieb und diesen Schritt als „konsequent“ bezeichnete, woraufhin er rückblickend von Vince McMahon großes Lob erhielt

### Teil 2 (Matches und Bonusclips)
- Raven und Stevie Richards gegen The Pitbulls in einem 2 out of 3 Falls Match um die Tag Team Championship. (Gangstas Paradise, 16. September 1995)

- Psicosis gegen Rey Misterio jr. in einem 2 out of 3 Falls Match (ECW Hardcore TV, 17. Oktober 1995)

- The Sandman gegen Mikey Whipwreck in einem Stairway to Hell Ladder Match um die World Heavyweight Championship (ECW Hardcore TV, 28. Oktober 1995)

- 2 Cold Scorpio gegen Sabu in einem Match um die World Television Championship (CyberSlam, 27. Februar 1996)

- Raven gegen Tommy Dreamer (Wrestlepalooza, 6. Juni 1997)

- Bam Bam Bigelow gegen Taz in einem Match um die Television Championship (Living Dangerously, 1. März 1998)

- Jerry Lynn gegen Rob Van Dam in einem Match um die Television Championship (Hardcore Heaven, 16. Mai 1999)

- Stevie Richards entschuldigt sich bei den Fans für seinen Abschied von ECW

- Taz ersucht um Paul Heymans Segen

- „Paul Heyman: Travel Agent“